# 约瑟夫·凯姆普尼
约瑟夫·凯姆普尼（捷克語：Josef Kempný，1920年7月19日—1996年11月25日），捷克斯洛伐克共产党领导人、捷克总理，社会主义劳动英雄。